# Some People Have Real Problems
Some People Have Real Problems è il quarto album in studio della cantante australiana Sia, pubblicato l'8 gennaio 2008 dalla Moneky Puzzle.

## Descrizione
Registrato tra Londra e Los Angeles nel 2007, contiene i singoli Day Too Soon, The Girl You Lost to Cocaine e Soon We'll Be Found. Numerosi sono gli artisti che hanno collaborato all'album. Il titolo dell'album si collega implicitamente alla sua copertina alternativa. La copertina presenta una ragazza triste a causa della pioggia che la sta mollando, e una ragazza sorridente priva di braccia o di gambe. Sia si rivolge ancor una volta implicitamente alle persone ricche che con i loro piccoli problemi sembrano di essere vittime di problemi enormi. Il concetto definito dall'artista come un semplice "scherzo" nel programma francese Taratata.

## Tracce
1. Little Black Sandals – 4:14 (Dan Carey, Sia Furler)
2. Lentil – 4:27 (Sia Furler, Samuel Dixon)
3. Day Too Soon – 4:24 (Sia Furler, Samuel Dixon)
4. You Have Been Loved – 4:23 (Sia Furler, Clifford Jones, Peter-John Vettese)
5. The Girl You Lost to Cocaine – 2:40 (Rob Allum, Sia Furler, Phil Marten, Eddie Myer)
6. Academia – 3:16 (Dan Carey, Sia Furler)
7. I Go to Sleep – 3:47 (Ray Davies)
8. Playground – 3:29 (Samuel Dixon, Felix Bloxsom, Sia Furler)
9. Death by Chocolate – 5:03 (Sia Furler, Greg Kurstin)
10. Soon We'll Be Found – 4:21 (Sia Furler, Rick Nowels)
11. Electric Bird – 4:26 (Sia Furler, Henry Binns)
12. Beautiful Calm Driving – 5:02 (Sia Furler, Samuel Dixon)
13. Lullaby – 10:00 (Sia Furler, Samuel Dixon) – include la traccia nascosta Buttons

## Formazione
- Sia – voce
- Khoa Truong – chitarra
- Samuel Dixon – basso
- Jimmy Hogarth – chitarra (tracce 1, 4, 6, 11 e 13), tastiere (traccia 1), percussioni (traccia 6)
- Larry Goldings – tastiera (tracce 1-4, 7, 10, 12 e 13)
- Felix Bloxsom – batteria (tracce 1 e 12), percussioni (traccia 1)
- Eddie Stevens – tastiera (tracce 2, 3, 5-11, 13)
- Joey Waronker – batteria (tracce 2-11, 13), percussioni (tracce 5, 7 e 8)
- Martin Slattery – percussioni (traccia 3), clarinetto e flauto (traccia 6)
- Jim Hunt – basso (tracce 5 e 11)
- Dan Carey – chitarra (traccia 6)
- Beck – cori (tracce 6 e 9)
- Greg Kurstin – tastiera (traccia 9)
- Pantera (cane di Sia), Giovanni Ribisi, Jason Lee – cori (traccia 9)